# Lixia

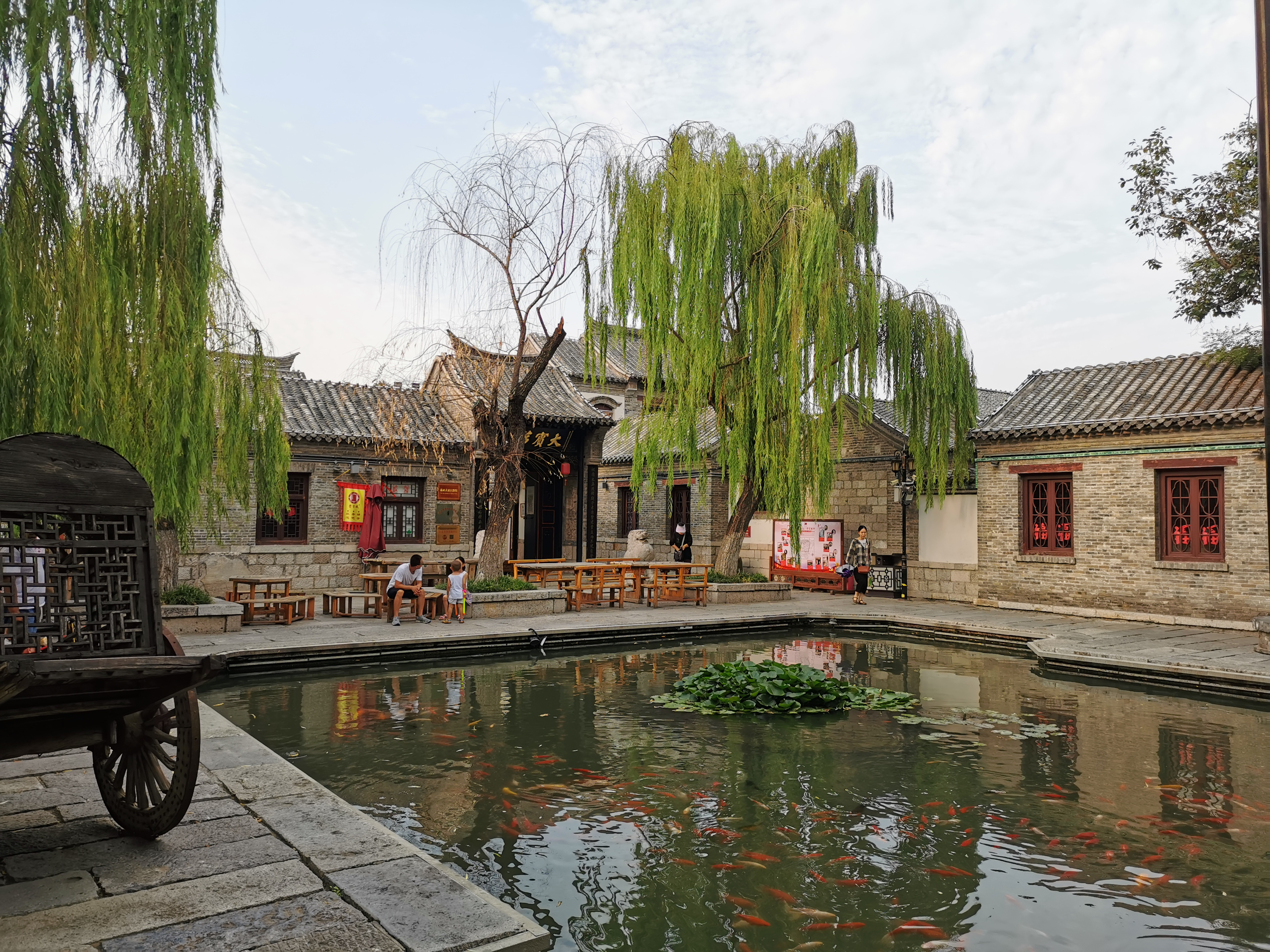
Altstadt Jinan

Der Stadtbezirk Lixia (chinesisch 历下区, Pinyin Lìxià Qū) ist ein Stadtbezirk in der chinesischen Provinz Shandong. Er gehört zum Verwaltungsgebiet der Unterprovinzstadt Jinan. Er hat eine Fläche von 100,89 km² und zählt 754.136 Einwohner (Stand: Zensus 2010).

## Administrative Gliederung
Auf Gemeindeebene setzt sich der Stadtbezirk aus dreizehn Straßenvierteln zusammen. 